# Michael M. Gilday
Michael M. Gilday, né le 10 octobre 1962, est un officier général de l'armée américaine, amiral de l'US Navy et Chef des Opérations navales de 2019 à 2023.

## Biographie
Fils d'un officier de la marine américaine, Michael M. Gilday est né le 10 octobre 1962 à Lowell (Massachusetts). Élève de l'Académie navale d'Annapolis (promotion 1985), il est également diplômé du National War College et de la John F. Kennedy School of Government.
Il est officier de surface ayant notamment eu pour affectation les USS Chandler, Princeton et Gettysburg . Le 18 février 1991, lorsque le Princeton a été touché par une mine navale, Gilday était l'officier tactique du navire. Il a ensuite commandé les destroyers USS Higgins et Benfold et dirigé le Destroyer Squadron 7. Commandant du Carrier Strike Group 8 à bord de l'USS Dwight D. Eisenhower, il a ensuite pris la tête de l'U.S. Fleet Cyber Command et de la dixième flotte.
Ses affectations à terre ont compris le Bureau of Naval Personnel ainsi que l'équipe du Chef des Opérations navales et celle du vice chef des Opérations navales.
Le vice admiral Gilday a été choisi le 18 juillet 2019 pour succéder à John M. Richardson comme chef des Opérations navales. Confirmé à l'unanimité  par le Sénat le 1er août 2019, il prend ses fonctions le 22 août 2019. Il prend sa retraite en août 2023.

## Distinctions
|             |             |  |
|             |             |  |
|             |             |  |
|             |             |  |
|             |             |  |
| Gold star   |             |  |
| Bronze star | Silver star |  |
| Bronze star |             |  |
|             |             |  |
|             |             |  |
|             |             |  |
|             |             |  |
|             |             |  |
|             |             |  |

| Surface Warfare Officer Pin                               |                                                                           |                                                       |
| Defense Distinguished Service Medal                       |                                                                           |                                                       |
| Navy Distinguished Service Medal                          | Defense Superior Service Medal avec 3 feuilles de chêne en bronze         | Legion of Merit avec 2 award stars en or              |
| Bronze Star Medal                                         | Defense Meritorious Service Medal                                         | Meritorious Service Medal avec 2 award stars          |
| Joint Service Commendation Medal                          | Navy and Marine Corps Commendation Medal avec "V" Device et 2 award stars | Joint Service Achievement Medal                       |
| Navy and Marine Corps Achievement Medal avec 1 award star | Combat Action Ribbon                                                      | Joint Meritorious Unit Award avec 4 feuilles de chêne |
| Navy Unit Commendation avec 1 service star en bronze      | Navy Meritorious Unit Commendation avec 1 service star en argent          | Navy "E" Ribbon avec wreathed Battle E device         |
| National Defense Service Medal avec service star          | Armed Forces Expeditionary Medal avec 4 service stars                     | Southwest Asia Service Medal avec 2 service stars     |
| Global War on Terrorism Expeditionary Medal               | Global War on Terrorism Service Medal                                     | Humanitarian Service Medal                            |
| Navy Sea Service Deployment Ribbon avec 3 service stars   | Navy and Marine Corps Overseas Service Ribbon                             | Kuwait Liberation Medal                               |
| Kuwait Liberation Medal                                   | Navy Rifle Marksmanship Ribbon avec Sharpshooter Device                   | Navy Expert Pistol Shot Medal                         |
| Command at Sea insignia                                   |                                                                           |                                                       |
| Joint Chiefs of Staff Badge                               |                                                                           |                                                       |
| Presidential Service Badge                                |                                                                           |                                                       |